# Ofensiva talibã no Afeganistão em 2016
A ofensiva talibã de 2016, também chamada de ofensiva talibã da primavera de 2016 ou Operação Omari (assim chamada em homenagem ao falecido líder do movimento, Mulá Omar), foi uma ofensiva lançada pelo Talibã contra o governo afegão. Seu início foi anunciado em 12 de abril de 2016.  O anúncio da Operação Omari inclui detalhes sobre como os membros do grupo deveriam se apresentar em público. O objetivo da ofensiva foi considerado ambicioso e seu foco era remover as áreas remanescentes do controle e da presença do inimigo. Ao contrário dos anúncios ofensivos dos anos anteriores, este anúncio continha detalhes sobre alvos específicos que seriam atacados durante a ofensiva. Os alvos foram declarados em termos gerais com referência apenas a "ataques em larga escala contra posições inimigas em todo o país, ataques de busca de mártires e táticos contra redutos inimigos e o assassinato de comandantes inimigos em centros urbanos".
Entre os principais eventos da ofensiva pode-se citar:
- Batalha de Tarinkot (2016), entre 7 a 11 de setembro;
- Batalha de Kunduz (2016), entre 3 a 12 de outubro.